# Luigi Moneta
Luigi Moneta (Milano, 7 marzo 1870 – Roma, 10 marzo 1964) è stato un attore italiano.

## Biografia
Attore presente in una dozzina di film in un arco temporale lungo quasi quarant'anni, ha lavorato nel cinema muto; nel 1921 è nel cast della pellicola diretta da Mario Corsi La scimitarra del Barbarossa. Pioniere del cinema ha fatto parte della prima troupe andata in Africa. Dopo altri due cortometraggi torna attivo nel periodo sonoro a partire dal 1950, ricoprendo generalmente ruoli di nonno. Interpreta il padre di Antonio Caccavallo (Totò) in Totò e Carolina di Mario Monicelli.
Genitore assieme a Rosa Perego di Gina e Vittorina Moneta, e meno conosciuta Lidialberta - Nonno di Roberto Cinquini (montatore) e Corrado Volpicelli (tecnico del suono) - Barbara Volpicelli presente in "Prima Comunione" e "Io sono il Capataz) in quest'ultimo film il genero di Luigi Moneta, Mario Volpicelli è uno dei protagonisti.
"Maciste alla Corte del Gran Khan" del 1961 è stato il suo ultimo film.

## Filmografia
- La scimitarra del Barbarossa, regia di Mario Corsi (1921)
- Italia, paese di briganti?, regia di Toddi (1923)
- Una tazza di thè, regia di Toddi (1923)
- Gli uomini, che mascalzoni..., regia di Mario Camerini (1932)
- Prima comunione, regia di Alessandro Blasetti (1950)
- Due mogli sono troppe, regia di Mario Camerini (1950)
- Accidenti alle tasse!!, regia di Mario Mattoli (1951)
- Il cappotto, regia di Alberto Lattuada (1952)
- Vacanze romane, regia di William Wyler (1953)
- Una di quelle, regia di Aldo Fabrizi (1953)
- Miseria e nobiltà, regia di Mario Mattoli (1954)
- L'arte di arrangiarsi, regia di Luigi Zampa (1954)
- Il matrimonio, regia di Antonio Petrucci (1954)
- Totò e Carolina, regia di Mario Monicelli (1955)
- Un eroe dei nostri tempi, regia di Mario Monicelli (1955)
- Il generale della Rovere, regia di Roberto Rossellini (1959)
- Akiko, regia di Luigi Filippo D'Amico (1961)
- Il gigante di Metropolis, regia di Umberto Scarpelli (1961)
- Maciste alla corte del Gran Khan, regia di Riccardo Freda (1961)